# Dana Goodman
Pour les articles homonymes, voir Dana et Goodman.
Dana Goodman est une scénariste et actrice américaine. 

## Biographie
La série télévisée américaine Faking It a été créée par Dana Goodman et Julia Wolov.

## Filmographie

### Comme scénariste
- 2005 : Punk'd (série télévisée) (8 épisodes)
- 2011 : Good Vibes (série télévisée) (12 épisodes)
- 2014-2016 : Faking It (série télévisée) (38 épisodes)

### Comme actrice
- 2002 : Tenfold : la fille ivre
- 2002 : Barbershop : la caissière
- 2002-2003 : Girls Behaving Badly (série télévisée)
- 2004 : The Dana & Julia Show (téléfilm) : Dana
- 2005 : Deuce Bigalow: European Gigolo : Greta, the Hunchback Girl
- 2005 : The Adventures of Big Handsome Guy and His Little Friend (court métrage) : Mean Bartender
- 2006 : Escape (court métrage) : Star F_____ #2
- 2006 : Trapped in TV Guide (série télévisée)
- 2007 : Reno 911! (série télévisée) : Agent DeNunzie
- 2008 : You Don't Mess with the Zohan : Mariah's Assistant
- 2008 : The House Bunny : Carrie Mae
- 2008 : The Spleenectomy (court métrage) : Scrub nurse
- 2008 : Bedtime Stories : Hokey Pokey Woman
- 2010 : You Move Me (court métrage) : Corn Girl
- 2010 : Pretend Time (série télévisée) : Melissa
- 2011 : Just Go with It : Bridesmaid
- 2011 : Bucky Larson: Born to Be a Star : Gretchen
- 2011 : ChromeSkull: Laid to Rest 2  : Rescue Team Member
- 2012 : That's My Boy : Bridesmaid
- 2012 : Freeloaders : Delivery Girl Dana
- 2014 : Biatches (série télévisée) : Dana (voix)
- 2015 : MOCKpocalypse (série télévisée)
- 2015 : The Ridiculous 6 : Beaver Breath